# Fun, Fun, Fun
Fun, Fun, Fun är en poplåt lanserad av The Beach Boys 1964. Brian Wilson och Mike Love inspirerades att skriva låten efter en verklig händelse då dottern till en radiostationsägare lånade hans bil för att åka och studera på biblioteket men istället åkte med vänner till en snabbmatsrestaurang och på drive-in-biograf. Dottern hade kommit och klagat på radiostationen när Beach Boys var där och besökte den då fadern tagit ifrån henne bilen.
Låten var en stor hit i USA, men i Europa var mottagandet mer svalt. 1996 tog sig låten in på Englandslistan i en inspelning av Status Quo tillsammans med Beach Boys och nådde då #24
Låtens inledande gitarriff är tydligt inspirerat av Chuck Berrys "Johnny B. Goode". Singelversionen av låten som är en monomix är några sekunder längre än stereomixen som tonas ut tidigare.

## Listplaceringar
- Billboard Hot 100, USA: #5[3]
- Tyskland: #49[4]
- Tio i topp, Sverige: Låten testades för listan men tog sig inte in och nådde högst #12[5]